# Эмин, Фёдор Александрович
Фёдор Александрович Эми́н (в период турецкой службы — Магомет-Али Эмин; 1735 — 18 (29) апреля 1770, Санкт-Петербург) — русский писатель

, переводчик, журналист и издатель одного из лучших сатирических журналов XVIII века — «Адская почта».

## Биография
Данные о месте рождения и происхождении противоречивы. О первых 25-ти годах жизни Эмина существует четыре различных рассказа, полных счастливых случайностей и благополучно разрешающихся приключений, но не имеющих в силу крайней разноречивости между собой почти никакого биографического значения. Один из биографов Эмина предполагает даже, что все эти рассказы вымышлены и притом вымышлены самим Эмином с целью скрыть своё истинное происхождение и таким образом отвести глаза от какого-то таинственного и, очевидно, не делающего ему чести приключения в Турции, сущность которого никому не была известна.
Таким образом жизнь Эмина c 1735 до 1760 год почти совершенно неизвестна, и из всех показаний о ней, не рискуя сделать грубую ошибку, можно вывести только следующие общие заключения:
1. родился Эмин, вероятнее всего, в Польше, но не в России,
2. родители его были не русские,
3. первоначальное образование получил он или дома, или в какой-нибудь иезуитской школе (существует показание, едва ли, впрочем, заслуживающее доверия, что одно время он учился в Киевской духовной академии),
4. вероисповедания он был сначала католического, а затем магометанского,
5. он обладал превосходными способностями, которые дали ему возможность знать от 6 до 9 различных языков и приобрести обширные энциклопедические познания,
6. он вёл беспокойную, полную приключений жизнь и много странствовал по различным государствам, и наконец,
7. в Турции с ним случилось какое-то таинственное несчастное приключение, которое Эмин тщательно скрывал в течение всей своей жизни и которое заставило его принять магометанство и даже прослужить несколько лет в турецкой армии янычаром; вот это-то приключение, очевидно компрометировавшее Эмина, в связи с его ренегатством и было, вероятно, первоначальной причиной запутанности и разноречивости показаний его о самом себе.

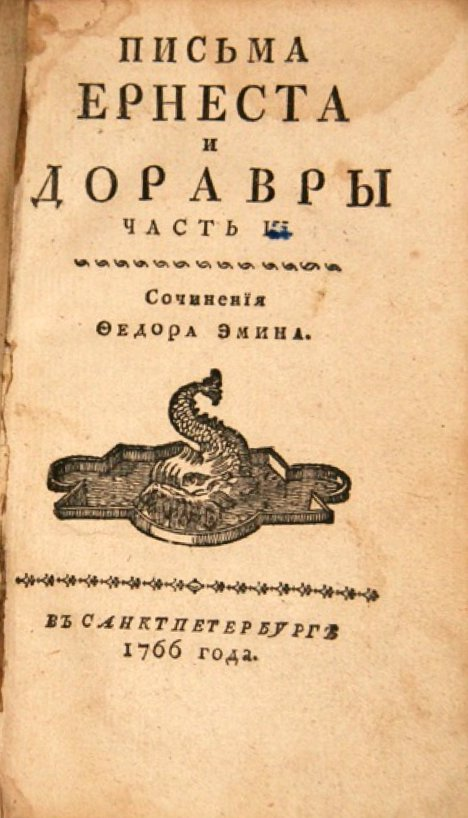
Титульный лист «Писем Эрнеста и Доравры», в 4-х частях, изд. в 1766 и 1792 гг., подражание «Новой Элоизы» Руссо

С конца же пятидесятых годов XVIII столетия о нём имеются уже достоверные биографические данные. После долголетних скитаний Эмин в 1758 году или немного ранее этого приехал в Лондон и, прожив здесь некоторое время под именем Магомета Емина, явился к князю A. M. Голицыну, бывшему тогда посланником в Лондоне, рассказал ему свои приключения и выразил желание принять православную веру; Голицын согласился, и в домовой его церкви был совершён обряд крещения, причём новообращённый получил имя Фёдор и фамилию Эмин, а князь был его восприемником.
11-го апреля 1761 года Эмин взял себе из лондонского посольства паспорт и в скором времени уехал в Россию (в паспорте этом между прочим было сказано, что имя Эмина до крещения было Мехмет Емин и что рождён он от русских родителей).
По приезде в июне того же года в Петербург Эмин подал на имя императрицы Елизаветы Петровны прошение на итальянском языке об определении его на русскую службу, где он может быть полезен по знанию языков: английского, итальянского, испанского, португальского, польского и турецкого; прошение было подписано — «Theodoro Emenonski».
В скором времени, благодаря хлопотам одного знакомого, Эмин поступил на службу учителем в сухопутный кадетский корпус. Потом, пользуясь покровительством графа Г. Г. Орлова, он перешёл переводчиком в коллегию Иностранных Дел, а оттуда с чином титулярного советника был переведён в кабинет императрицы Екатерины II, где и служил вплоть до своей смерти.
В своём прошении, как было сказано, Эмин называет только 6 знакомых ему иностранных языков, в других источниках число их доходит до 9. Нет ничего невероятного в том, что число это несколько преувеличено, так как никто не экзаменовал Эмина в его знаниях, но 4 языка он знал несомненно, так как встречются его переводы с французского, итальянского, испанского и португальского. Это, впрочем, не имеет какого-либо важного значения; гораздо поразительнее и характернее для блестящих способностей Эмина тот факт, что, приехав в 1761 году в Петербург, не зная или почти не зная русского языка, он через 2 года был уже русским писателем и имел литературные споры с Сумароковым.
В течение 9 лет, которые он прожил в России, им было издано более 25 книг переводов и своих собственных сочинений разного рода, среди которых встречаются и 3 тома «Российской истории», и назидательная книга «Путь ко спасению»!
Первые романы Эмина вышли в свет в 1763 году, это были: «Награждённая постоянность, или Приключения Лизарка и Сарманды», изд. 1763 и 1788 гг., «Приключения Фемистокла и разные политические, гражданские, философические, физические и военные его с сыном своим разговоры, постоянная жизнь и жестокость фортуны, его гонящей», изд. 1763 г., «Бессчастный Флоридор, или История о принце Ракалькутском» — перевод с итальянского, изд. 1763 г., и «Любовный вертоград, или Непреоборимое постоянство Камбера и Арисены» — перевод с португальского, изд. в 1763 и 1780 гг.
Правда, по отзывам современников, в первых его произведениях слог страдает некоторой грубостью и шероховатостью, зато в следующих, вышедших, уже в 1764 году, Эмин владеет русским языком настолько искусно, что в этом отношении смело может быть поставлен наряду с хорошими писателями того времени.

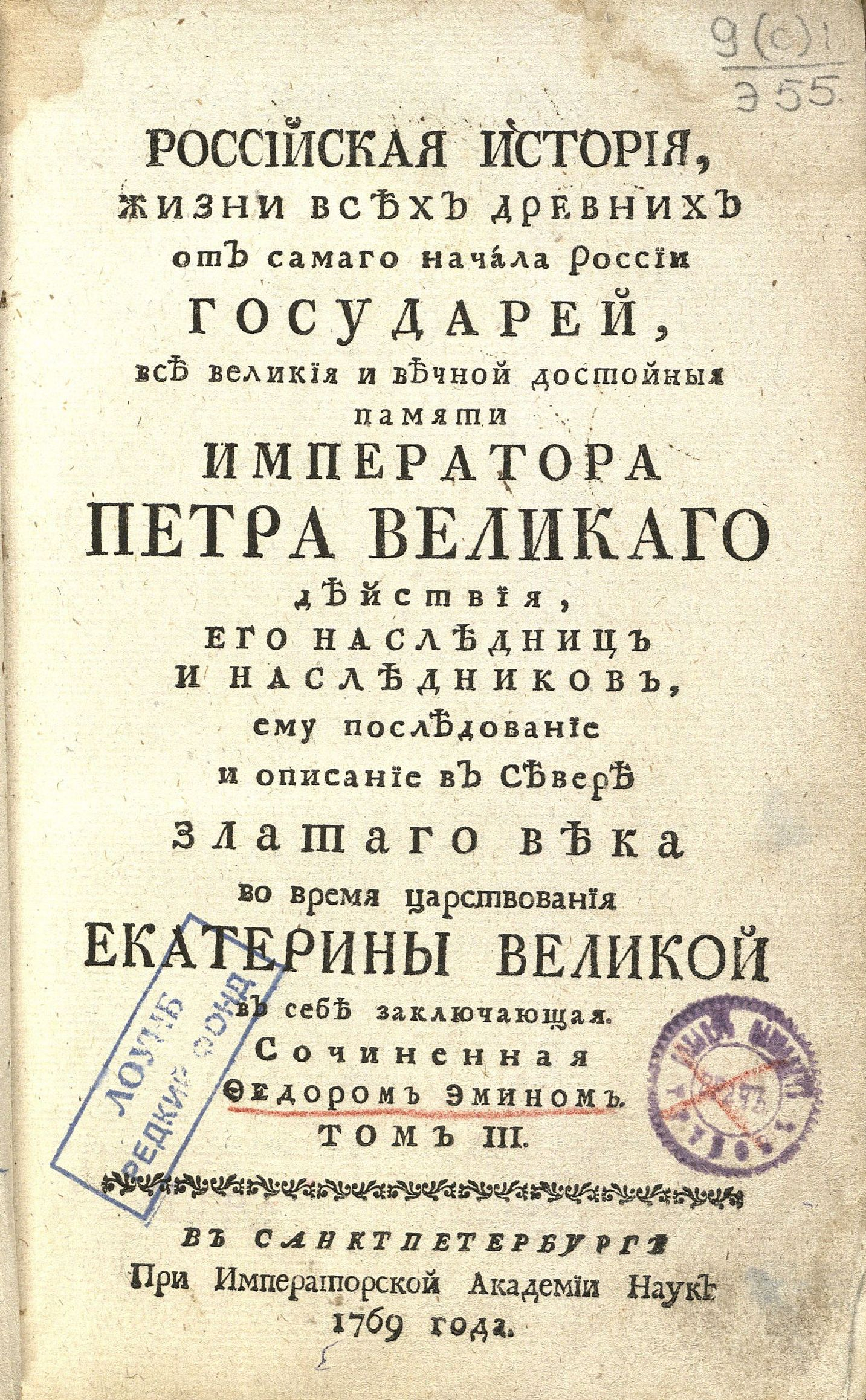
«История России»

В 1764 году вышли его «Нравоучительные басни в прозе», «Горестная любовь маркиза Де Толедо» — перевод с испанского, изд. 1764, 1788 и 1793 гг., и лучший роман Эмина, посвящённый графу Г. Г. Орлову, «Непостоянная фортуна, или Похождения Мирамонда», в 3-х частях; роман этот был издан три раза и читался нарасхват; в нём, между прочим, под именем Феридата автор рассказывает и свои собственные приключения — «сия книжица истинные Мирамондовы приключения и мое несчастное похождение в себе заключает».
В 1766 году появились его «Письма Эрнеста и Доравры», в 4-х частях, изд. в 1766 и 1792 гг., подражание, а иногда и компиляция «Новой Элоизы» Руссо, и «История польская, соч. аббата Солиньяка», перевод с французского, в 2-х частях.
В 1769 году вышло «Краткое описание древнейшего и новейшего состояния Оттоманской Порты». В том же году Эмин начал издавать ежемесячный журнал «Адская почта», который выходил только полгода и в котором почти все статьи принадлежали его перу.
Кроме всего этого, им было написано духовно-нравственное сочинение «Путь ко спасению, или Разные набожные размышления, в которых заключается нужнейшая к общему знанию часть богословия», изданное в первый раз в 1780 году, уже после смерти автора, и после того выдержавшее ещё не менее сорока изданий.
Важнейший труд Эмина — «Российская история» в 3-х частях, изданный в 1767, 1768 и 1769 гг. на средства Академии Наук, был доведён им только до Всеволода III, или до 1213 года. В этом труде сказалась вся удивительная учёность и начитанность автора, но, к несчастию, он, по словам митрополита Евгения, часто грешит против истины, решая важные исторические вопросы при помощи ссылки на свидетелей, показания которых не заслуживают никакого доверия, и цитируя таких авторов, существование которых вообще когда-либо на свете подвержено сильному сомнению.
Как бы то ни было, произведения Эмина читались охотно, что видно уже по одному тому, что многие из них были издаваемы два-три, а некоторые и большее число раз.
Скончался Эмин в Петербурге 29 (18) апреля 1770 года, и на смерть его неизвестным автором были написаны стихи, помещённые в «Опыте исторического словаря о российских писателях» Николая Новикова.
Имел сына — тоже русского писателя Николая Фёдоровича Эмина.

## Сочинения
- Эмин Ф. Нравоучительные басни.// Повести разумные и замысловатые. М.: Современник, 1989. С. 29-138.